# CZ 85
La CZ 85 es una pistola semiautomática en calibre 9 mm.
Fue fabricada en Checoslovaquia (ahora República Checa) por Česká zbrojovka. Es una versión mejorada de la CZ 75, con ligeros cambios en las partes internas para aumentar su fiabilidad. Posee seguro y retén de corredera ambidiestros, siendo un arma adecuada para tiradores diestros y zurdos. El cargador aloja 16 cartuchos.
La CZ 85 fue diseñada porque la CZ 75 no tenía patentes que protegieran el diseño, además esta ha sido copiada en otros países en versiones sin licencia.
La CZ 85B es una versión con un seguro de aguja percutora, guardamontes cuadrado, martillo redondo y miras de tres puntos. Está disponible para los cartuchos 9 x 19 Parabellum y .40 S&W.